# Enguerrand Quarton

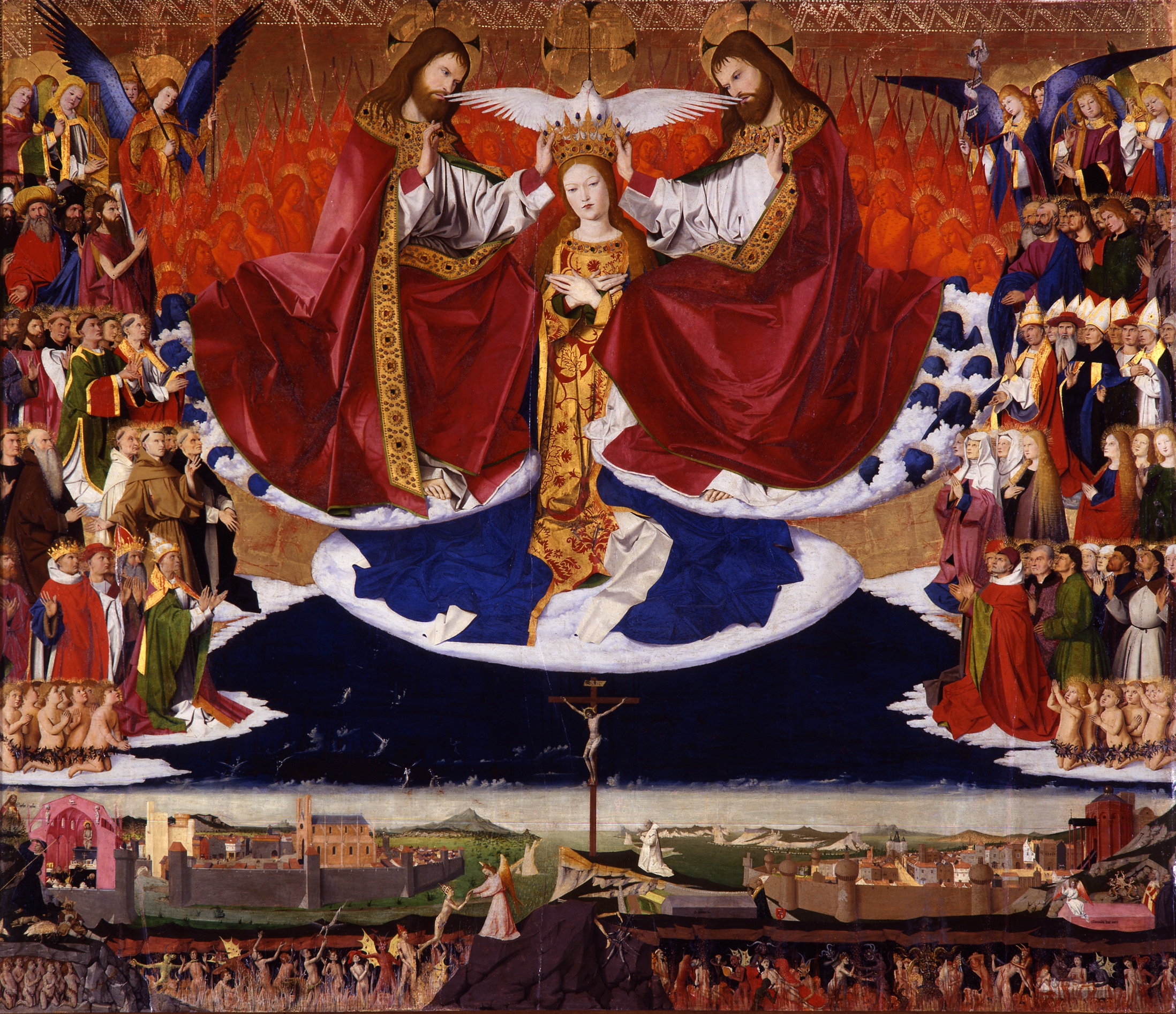
Koronacja Marii, 1454, Hospice de Villeneuve-lès-Avignon

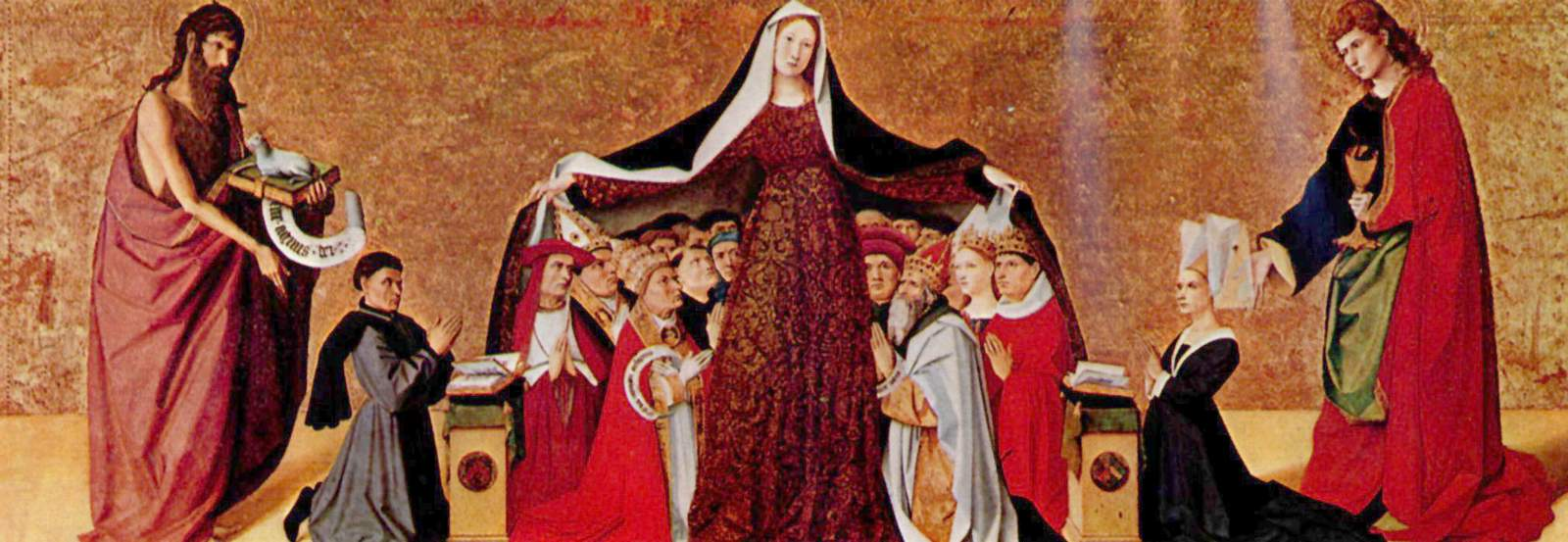
Madonna Miłosierdzia, 1452, Musée Condé, Chantilly

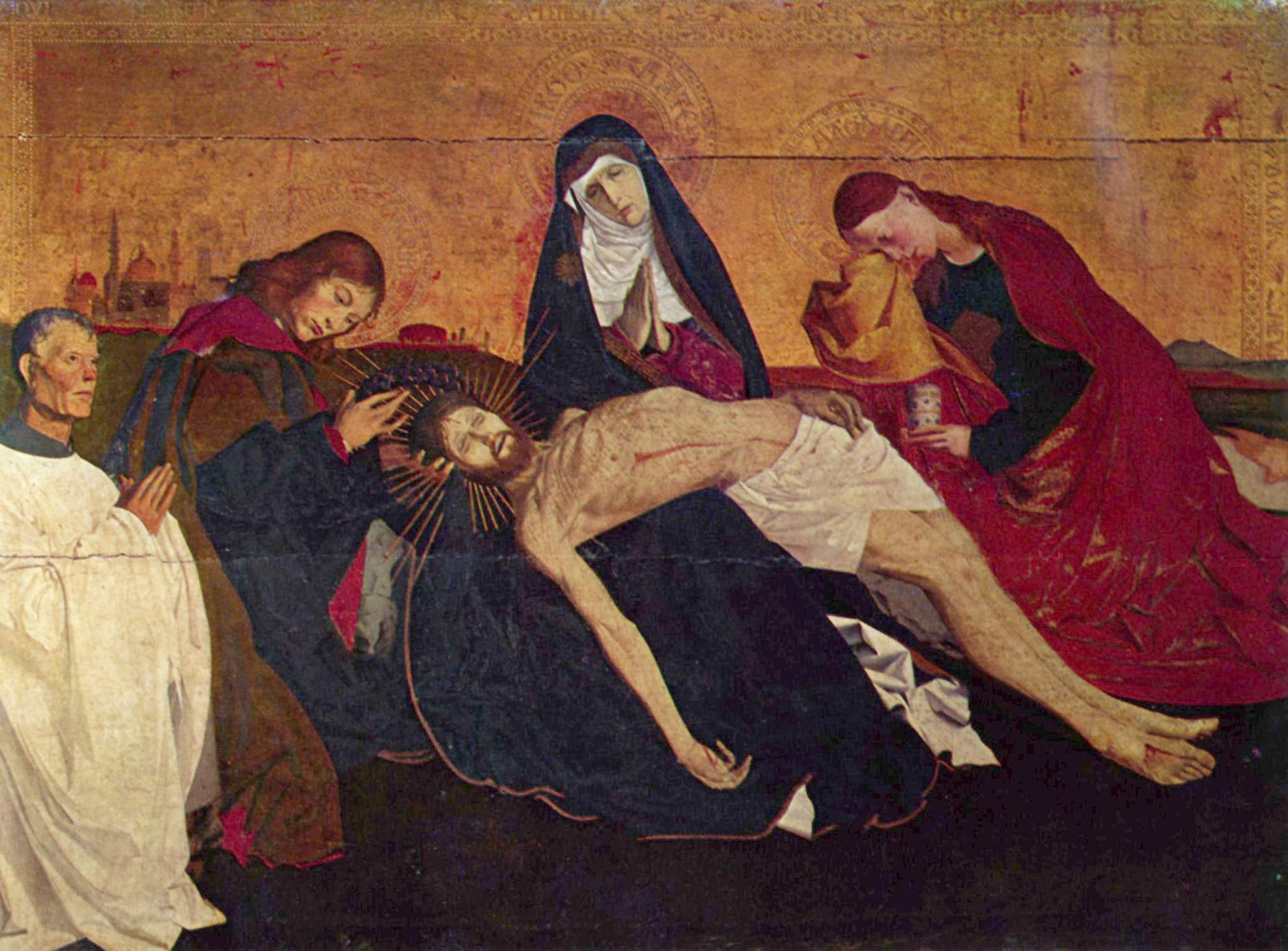
Pietà z Villeneuve-lès-Avignon, ok. 1455, Luwr

Enguerrand Quarton lub Charonton (ur. ok. 1410–1420, zm. po 1466) – malarz francuski, przedstawiciel malarstwa późnogotyckiego.
Pochodził z Pikardii (z Laon lub jego okolic); prawdopodobnie tam też się kształcił. Niewykluczone także, że odbył podróż do Niderlandów. Działał w Prowansji w latach 1444-1466, najpierw w Aix-en-Provence, później w Arles i Awinionie. Zaliczany jest do tzw. drugiej szkoły z Awinionu – grupy artystów, tworzących na południu Francji pod protektoratem mieszczaństwa i króla René I Andegaweńskiego w XV i na początku XVI wieku. Dzieła tych artystów noszą cechy gotyku międzynarodowego oraz malarstwa niderlandzkiego i burgundzkiego. Obok Enguerranda Quartona do tego nurtu zaliczani są m.in. Jacques Yverni, Guillaume Dombet, Nicolas Froment oraz inni anonimowi autorzy.
Za jego dzieła bezspornie uważane są dwa obrazy: Madonna Miłosierdzia, wykonana wraz z Pierre’em Villattem (1452) oraz Koronacja Marii (1454). Oprócz tego, na podstawie podobieństw stylistycznych, część badaczy przypisuje mu Pietę z Villeneuve-lès-Avignon, datowaną na ok. 1455. Przypisuje mu się także inne dzieła: iluminacje w kilku manuskryptach, trzy inne obrazy, znany tylko z dokumentów witraż i fresk, znany z kopii.
Koronacja Marii, namalowana dla kartuzji w Villeneuve-lès-Avignon, przedstawia Trójcę Świętą, koronującą Maryję na Królową Niebios. Wokół nich zgromadzeni są święci, apostołowie, prorocy i aniołowie. Poniżej, na ziemi, odbywa się Sąd Ostateczny. Ukazane miasta to Rzym i Jerozolima. Madonna Miłosierdzia ukazuje popularny w średniowieczu temat Madonny, w której płaszczu chronią się wierni. Dzieło nazywane jest także Ołtarzem Cadard od nazwiska fundatorów.